# ولینگتن، نیو ساوت ولز
ولینگتون (به انگلیسی: Wellington) یک شهرک در استرالیا است که در Wellington Council واقع شده‌است.